# آبگیر مانیکواگان
آبگیر مانیکواگان (انگلیسی: Manicouagan Reservoir) (یا دریاچه مانیکواگان) یک دریاچه حلقه‌ای به وسعت ۱٬۹۴۲ کیلومتر مربع (۷۵۰ مایل مربع) در مرکز استان کبک کشور کانادا است.
این ساختار ۲۱۴ ± ۱ میلیون سال پیش از برخورد یک شهاب‌سنگ به قطر ۵ کیلومتر (۳٫۱ مایل) پدید آمده است.